# Cerimônia de encerramento dos Jogos Olímpicos de Verão de 2020
A cerimônia de encerramento dos Jogos Olímpicos de Verão de 2020 ocorreu na noite de 8 de agosto de 2021 no Estádio Nacional do Japão, em Tóquio, no Japão. Como definido pela Carta Olímpica, os procedimentos combinaram as apresentações culturais do país sede, bem como o desfile das delegações, a premiação da maratona masculina e feminina, tendo a execução do hino nacional do país dos atletas vencedores, as partes protocolares de agradecimento e premiação de destaques dos jogos olímpicos pelo Comité Olímpico Internacional, a passagem da bandeira olímpica para o prefeito da próxima cidade-sede, que será Paris, na França, tendo a apresentação de elementos da cultura francesa e a extinção da pira olímpica.

## Procedimentos
Com o lema “Mundos que compartilhamos”, a cerimônia abordou a união, a diversidade e a igualdade entre pessoas, tendo como destaque a divulgação dos Jogos Paralímpicos de Verão de 2020, sendo a primeira vez que esse evento é divulgado durante o fim dos Jogos Olímpicos.
As apresentações ficaram marcadas pelos shows de luzes que representaram os espectadores e atletas que não puderam comparecer por conta das medidas de segurança contra a COVID-19, além da apresentação de festivais de música, dança e o folclore japonês. Os shows musicais ficaram por conta do DJ Matsunaga, o grupo musical The Tokyo Ska Paradise Orchestra, o grupo escolar Tokyo Metropolitan Katakura Senior High School Brass Band e a cantora Milet.

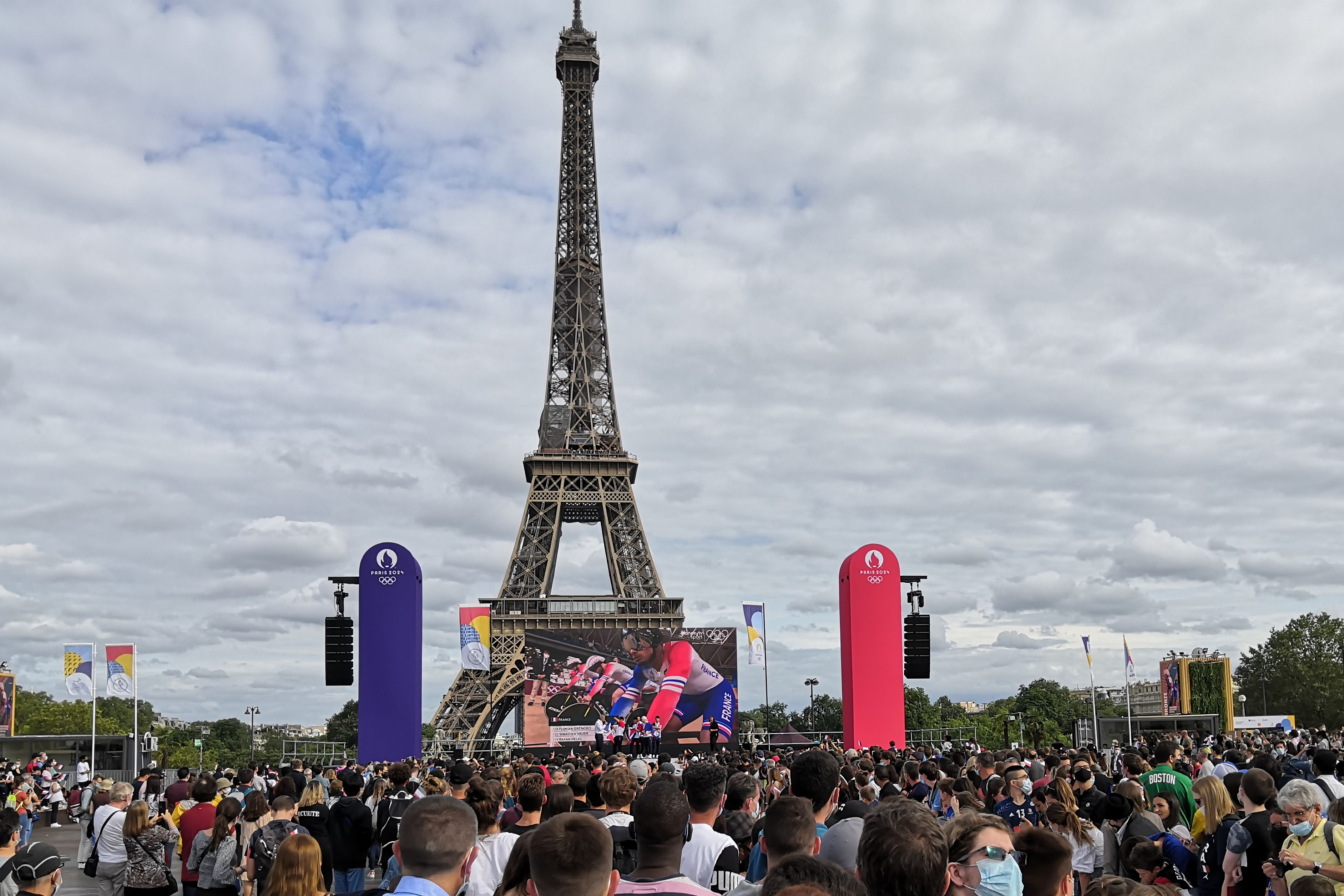
Momento da transmissão da cerimônia de encerramento em um telão no Campo de Marte, em Paris

A apresentação de Paris ficou marcada pela festa transmitida ao vivo nos telões do Estádio Olímpico de Tóquio, realizada no Campo de Marte, palco do vôlei de praia, judô e luta olímpica da próxima edição, além da apresentação da esquadrilha da fumaça francesa e o agradecimento apresentado em japonês e francês.

## Parada das Nações
Os 206 CONs entraran de acordo com a ordem katakana, baseado nos nomes das nações da língua japonesa. Seguindo a tradição, a Grécia abriu o desfile e o Japão foi o ultimo a entrar. Os países foram anunciados em Inglês, Francês e Japonês. Rebeca Andrade foi a porta-bandeira do Brasil, que foi o 151º país a entrar. Assim como na abertura, França e Estados Unidos foram o 204º e 205º país a desfilar no estádio.

## Autoridades participantes

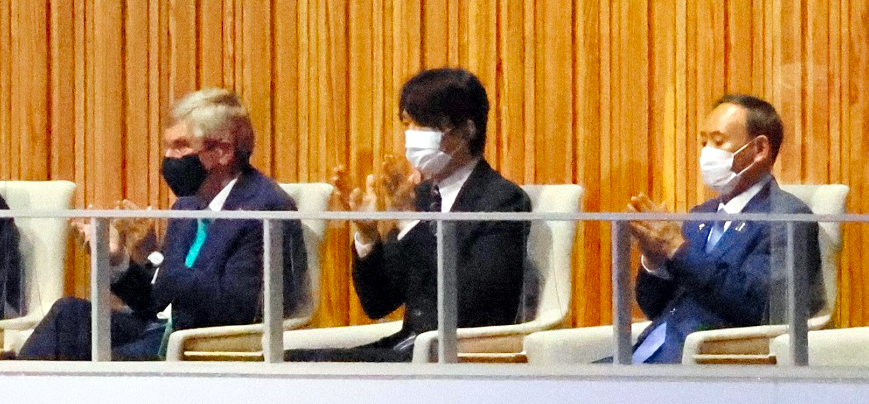
Thomas Bach, Fumihito, Príncipe Akishino, e Yoshihide Suga

- Estónia - Presidente Kersti Kaljulaid
- Estados Unidos - Embaixadora da Organização das Nações Unidas Linda Thomas-Greenfield
- França - Primeiro-ministro Jean Castex e segunda dama Sandra Castex, Prefeita de Paris Anne Hidalgo
- Japão - Fumihito, Príncipe Akishino, Primeiro-ministro Yoshihide Suga, Governadora de Tóquio Yuriko Koike, Presidente do Comitê Organizador dos Jogos Olímpicos e Paralímpicos de Verão de 2020 Seiko Hashimoto
- COI - Presidente Thomas Bach

## Hinos Nacionais
- Japão: Kimigayo por Takarazuka Revue
- Grécia: Imnos is tin Eleftherian
- Hino Olímpico por Tomokata Okamoto
- França: La Marseillaise pela Orquestra Nacional da França
- Quênia: Ee Mungu Nguvu Yetu (tocado durante a premiação da maratona)